# Jozef Gruska
Jozef Gruska (* 11. prosince 1933 Rabčice) je slovenský informatik a počítačový vědec působící na Fakultě informatiky Masarykovy univerzity.

## Život
V roce 1965 obhájil doktorát na Slovenské akademii věd v Bratislavě prací s názvem Strukturální jedinečnost formálních jazyků, jeho školitelem byl Štefan Schwarz. V letech 1968–1970 absolvoval stáž na University of Minnesota v Minneapolisu. Poté již 17 let působil (1968–1985) jako výzkumný pracovník Výzkumného centra univerzitního výzkumu v Bratislavě a výzkumný pracovník Slovenské akademie věd.
Od roku 1990 do roku 1993 byl hostujícím profesorem na univerzitě v Hamburku, poté se vrátil do Bratislavy jako vědecký pracovník opět na Slovenskou akademii věd. Je zakladatelem pracovní skupiny IFIP pro teoretickou informatiku a od roku 1989 do roku 1996 byl jejím vedoucím pracovníkem.
Od roku 1997 je profesorem na Masarykově univerzitě v Brně, v letech 1997–1999 působil jako hostující profesor na francouzské Université de Nice Sophia. V roce 2000 se zaměřil na kvantové výpočty a uspořádal řadu asijských konferencí k tomuto tématu (např. EQIS v roce 2003). V letech 2007–2010 byl voleným členem rady Academia Europaea se sídlem v Londýně.
Je občanem Slovenské republiky dlouhodobě žijícím v Brně, jeho žena je Viera Grusková, se kterou má dvě děti. Syn Damask Gruska působí na Fakultě matematiky, fyziky a informatiky Univerzity Komenského v Bratislavě. Dcera Jana Košecká působí na George Mason University ve Virginii.

## Dílo

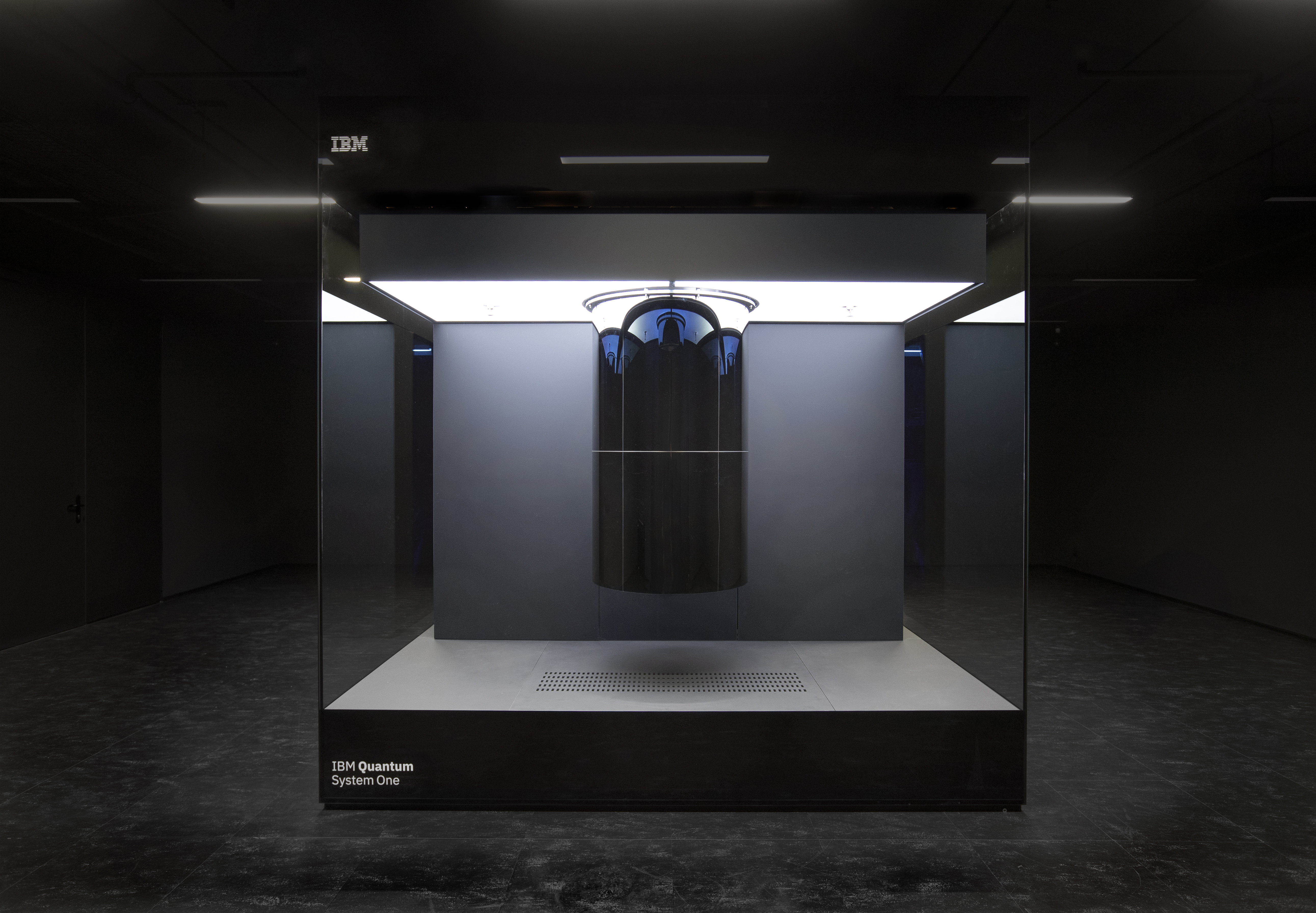
IBM Quantum System One (2019)

### Publikace
- GRUSKA, Jozef. Foundations of computing. Londýn: International Thompson Computer Press, 1997. xv, 716 s. ISBN 1-85032-243-0.
- GRUSKA, Jozef. Quantum computing, Berkeley, Calif.: Osborne/McGraw-Hill, 1999. 439 s. ISBN 978-0077095031.
- GRUSKA, Jozef. History of TC1 - Foundations of Computer Science. Vídeň: IFIP, 2011. 5 s. ISBN 978-3-901882-43-2.

Dále publikoval přes 140 odborných článků, většinou ve světových časopisech, které mají přes 850 citací.

### Popularizace a organizace vědy
Jozef Gruska se vedle své vědecké činnosti, zejména v oblasti teoretické informatiky, a vedle své činnosti učitelské věnoval také základům informatického vzdělávání na československých školách. Zúčastnil se více než 60 mezinárodních konferencí, často jako člen vědeckého výboru nebo organizátor. Jako člen IFIP založil komisi TC1, která se věnuje teoretickým základům informatiky, a založil několik pravidelných mezinárodních seminářů. Od roku 1973 se konaly konference MFCS (Mathematical Foundations of Computer Science), od roku 1992 LATIN (Latin America Theoretical Informatics) a od roku 2001 AQIS (Asia Quantum Information Science), v roce 2003 byl v komisi EQIS (Errato conf. Quantum Information Science) v Japonsku a dalších východoasijských zemích.

### Výuka
V bývalém Československu a později v Česku to je například každoroční seminář SOFSEM, kde se od roku 1974 pravidelně setkávají teoretičtí informatici i tvůrci software z různých zemí. Ve svém působišti FI MUNI v Brně přednáší zejména randomizované algoritmy a kvantové počítání, garantuje magisterský studijní obor teoretická informatika.

## Ocenění
- 1976: bronzová medaile Přírodovědecké fakulty MU v Brně
- 1996: Computer pioneer award, IEEE Computer Society
- 1997: zlatá medaile Masarykovy univerzity v Brně[7]
- 1997: stříbrná medaile Slovenské akademie věd
- 2004: Bolzanova medaile za matematické vědy Akademie věd České republiky[4]